# Властелины времени (мультфильм)
«Властелины вре́мени» (фр. Les Maîtres du temps, венг. Az idő urai, англ. Time Masters, нем. Herrscher der Zeit, 1982 год) — полнометражный мультипликационный фильм совместного производства Франции, Венгрии, Великобритании, Германии (ФРГ) и Швейцарии, поставленный режиссёром Рене Лалу по роману французского писателя-фантаста Стефана Вуля «Сиротка Пердиды» (1958). Создателем визуального дизайна выступил художник Жан Жиро (Мёбиус), а анимацией в основном занималась венгерская студия «Паннония».

## Сюжет
Сюжет экранизации несколько отличается от книги.
Путешественник Клод с женой Катрин и сыном Пьелем подверглись атаке гигантских шершней на планете Мортис. Катрин погибла, а Клод с сыном на вездеходе бежали в Зону Долонгов — деревьев, пыльца которых безвредна для человека, но опасна для шершней. Но по пути туда вездеход Клода попадает в аварию. Тяжело раненый Клод, поняв, что уже не сможет спастись, отправляет сообщение своему другу, капитану звездолёта Джаффару, и отдаёт передатчик Пьелю. Затрудняясь дать понятное шестилетнему ребёнку определение того, чем является передатчик, отец представил его как «друга До-до». Пьель успевает добежать до Зоны Долонгов, а Клод погибает при взрыве вездехода. Джаффар получает сообщение, когда его звездолёт «Гипербола-22» держит курс на Альдебаран, куда он везёт принца-князя Маттона с его сестрой Белль, бежавших со своей планеты вместе с государственной казной и находящихся в розыске агентами полиции Межпланетного картеля «Би-эй». Проигнорировав слабые протесты Маттона, Джаффар меняет курс и спешит на помощь Пьелю. По пути он навещает своего старого друга Силбада, который хорошо знает планету Мортис с её обитателями и сам когда-то давно пострадал от шершней (на пробитой голове кости темени заменены металлической пластиной), и убеждает его присоединиться к спасательной операции: поддерживая с Пьелем связь, Силбад сможет проконсультировать его и помочь ему продержаться на Мортисе до прибытия спасателей. Силбад, развлекая Пьеля рассказами, а также весёлыми и не совсем детскими песенками, помогает мальчику найти еду. И самое главное, Силбад поразительно спокоен, как будто Пьелю мало что угрожает.
Маттон боится погони и пытается погубить мальчика, заманив его в озеро, около которого собираются шершни, но Белль успешно предотвращает этот преступный поступок. Скнюсики-телепаты Юла и Жад, маленькие летающие существа, увязавшиеся вслед за Силбадом и не в силах вынести отвратительные, по их мнению, мысли Маттона, выбрасывают его драгоценности в открытый космос. Маттон бежит со звездолёта на планету Гамма-10, где правит Голая Идея — сверхразумная сила, уничтожающая личность в разумных существах и превращающая их в безликих крылатых «биороботов» с белоснежной кожей. Джаффар, пытаясь спасти Маттона, попадает вместе с ним в плен, где их обоих ждёт «обезличивание». Во время процедуры «обезличивания» Маттон раскаивается в своих поступках и совершает подвиг, уничтожив Голую Идею ценой своей жизни. Безликие существа обретают первоначальный облик гуманоидов, высвободившаяся энергия Голой Идеи вызывает разрушения на планете, и оставшиеся в живых спасаются амфибией с помощью скнюсиков на звездолёт Джаффара.
Где-то в безднах Галактики затеряна планета Мортис. К ней из звёздных далей устремляется мужественный астронавт Жаффар. Он должен непременно спасти 6-летнего Пьеля, сына своего близкого друга, погибшего при крушении космического корабля.
Патрульный крейсер полиции Межпланетного картеля «Би-эй» в поисках Маттона настигает звездолёт «Гипербола-22». Джаффар вместе с гуманоидами (большую часть которых составляют авантюристы и сорвиголовы с сомнительной репутацией) придумывает план, по которому он «сдаёт» их полиции вместе с «сокровищами» Маттона, в которые на самом деле перевоплотилось существо-мимикрист Оникс. Расчёт Джаффара прост: головорезы, благодаря помощи Оникса, быстро расправятся с полицией и захватят их корабль. Между тем, Пьель на планете Мортис знакомится с добродушным травоядным существом, похожим на забавного кентавра (которого он назвал Уни-Уни). Гуляя по лесу Долонгов, они входят в грот, где Уни-Уни погибает в результате нападения ядовитых хищных лиан, а Пьель теряет передатчик. После гибели единственного друга мальчик, нарушив все запреты, отправляется к озеру, где на него нападают шершни — отвратительного вида чёрные крылатые создания.
Джаффар, Белль, Силбад и скнюсики не успевают добраться до Мортиса: некая могущественная цивилизация Властелинов Времени отбрасывает эту планету на 60 лет в прошлое с целью колонизации и вызывает возмущение космического пространства. Находящийся из-за сильных перегрузок в бессознательном состоянии экипаж звездолёта подбирает госпитальная станция Властелинов Времени. Силбад, не выдержав перегрузок, умирает, не приходя в сознание. В предсмертном бреду он зовёт друга До-до. Белль и Джаффар осенены догадкой, и скнюсики открывают им доступ в память Силбада: оказывается, он и был тем самым Пьелем, которого они так хотели спасти. Когда Властелины Времени отбросили планету Мортис в прошлое, на планету опустился космический корабль, капитан которого по имени Макс спас Пьеля от шершней. Пьель стал сначала юнгой, потом матросом и пилотом звездолёта. Несмотря на весёлый нрав и общительность, он никому не раскрывал тайну своего происхождения: никто даже не знал, сколько ему лет.
В финале мультфильма Джаффар и Белль видят Властелина Времени, присутствуют на похоронах Силбада-Пьеля, гроб-капсула с которым уносится в открытый космос, и, взявшись за руки, провожают друга в последний путь.

## Роли озвучивали
| Актёр            | Роль                    |
| ---------------- | ----------------------- |
| Сади Реббо       | Клод                    |
| Жан Вальмо       | Джаффар                 |
| Мишель Элиас     | Силбад                  |
| Фредерик Легро   | Пьель                   |
| Ив-Мари Морин    | князь-принц Маттон      |
| Моник Тьерри     | Белль                   |
| Пьер Турнёр      | скнюсик Юла             |
| Патрик Бужин     | скнюсик Джад            |
| Ален Кюни        | Ксул                    |
| Ив Бравиль       | Генерал                 |
| Мишель Барбе     | Макс                    |
| Джим Бауман      | бортовой компьютер Лори |
| Мишель Пулен     | Пикса                   |
| Франсуа Шометт   | робот                   |
| Анри Джаник      | солдат                  |
| Ник Стори        | англичанин              |
| Габриэль Каттонд | пират                   |
| Жорж Атлас       | Ирокез                  |

| Актёр           | Роль      |
| --------------- | --------- |
| Тамаш Вегвари   | Клод      |
| Иштван Станкай  | Джаффар   |
| Ференц Каллаи   | Силбад    |
| Золтан Борош    | Пьель     |
| Ласло Тот Тахи  | Маттон    |
| Юдит Халас      | Белль     |
| Петер Хауманн   | Юла и Жад |
| Отто Фюзешши    |           |
| Хуго Грубер     |           |
| Янош Хоркаи     |           |
| Тибор Кендереши |           |
| Йожеф Кепешши   |           |
| Андраш Керн     |           |
| Дьёрдь Кезди    |           |
| Янош Кёрменди   |           |
| Геза Корокнай   |           |
| Дьюла Сабо      |           |
| Отто Сабо       |           |
| Миклош Толнаи   |           |
| Матьяш Устич    |           |
| Йожеф Т. Варга  |           |

| Актёр                    | Роль                                                    |
| ------------------------ | ------------------------------------------------------- |
| Татьяна Решетникова      | Пьель                                                   |
| Вадим Спиридонов         | Джаффар                                                 |
| Всеволод Ларионов        | Сильбад                                                 |
| Евгений Герасимов        | Маттон                                                  |
| Ольга Гаспарова          | Белль                                                   |
| Алексей Инжеватов        | Клод                                                    |
| Олег Мокшанцев           | генерал                                                 |
| Мария Виноградова        | Юла                                                     |
| Маргарита Корабельникова | Жад                                                     |
| Алексей Сафонов          | предводитель «крылатых братьев»                         |
| Владислав Ковальков      | солдат; ирокез; стражник, отобравший у Белль передатчик |
| Рудольф Панков           | англичанин                                              |
| Леонид Белозорович       | Оникс; пират                                            |
| Сергей Малишевский       | патрульный робот                                        |
| Александр Белявский      | Советник Икс                                            |
| Николай Граббе           | Макс                                                    |

## Съёмочная группа
- Производство: TELECIP, TF1 Films Production, Паннония
- Режиссёр: Рене Лалу
- Сценаристы: Стефан Вуль (роман), Жан Жиро и Рене Лалу, Жан-Патрик Маншет
- Продюсеры: Ролан Критти, Жак Деркур
- Композитор: Жан-Пьер Буртер
- Художник: Жан Жиро (Мёбиус)

## Награды
- 1982 — премия за лучший детский фильм на фестивале «Fantafestival»
- 1983 — номинация на премию «Сатурн» в категории Лучший анимационный фильм

## Прокат
Для проката на территории СССР фильм был куплен в 1986 году. В 2005 году фильм был переиздан на DVD, издатель в России «RUSCICO».